# Lilli Purtscheller
Lilli Purtscheller (* 12. August 2003 in Innsbruck) ist eine österreichische Fußballspielerin.

## Karriere

### Vereine
Lilli Purtscheller startete ihre sportliche Laufbahn 2009 beim FC Zirl, in der Saison 2016/17 spielte sie beim SV Kematen. Ab 2017/18 war sie für den FC Wacker Innsbruck aktiv.
In St. Pölten besuchte sie die Frauen-Akademie des Österreichischen Fußball-Bundes (ÖFB). In der Torschützenliste des Österreichischen Frauen-Fußballcups 2018/19 belegte sie den siebenten Platz. Im Juli 2021 wechselte sie zum SK Sturm Graz, mit dem sie in der Planet Pure Frauen Bundesliga in der Saison 2021/22 Vizemeister wurde. Bei der Wahl zur Spielerin der Saison 2022/23 der Planet Pure Frauen-Bundesliga wurde sie hinter Eileen Campbell und Linda Natter auf den dritten Platz gewählt.
Gemeinsam mit Teamkollegin Valentina Kröll wurde sie vom deutschen Frauenfußball-Bundesligisten SGS Essen ab der Saison 2023/24 verpflichtet. Bei der APA-Fußballerwahl zur Fußballerin des Jahres 2024 landete sie hinter Barbara Dunst und Sarah Zadrazil auf dem dritten Platz. Mitte 2025 erlitt sie beim Training einen Kreuzbandriss.

### Nationalmannschaft
Purtscheller absolvierte Einsätze in den U16-, U17- und U19-Nationalteams.
Von ÖFB-Teamchefin Irene Fuhrmann wurde sie für zwei Länderspiele im April 2023 gegen Belgien und Tschechien in die A-Nationalmannschaft anstelle der erkrankten Lara Felix nachnominiert. Ihr Debüt im österreichischen Frauen-A-Team gab sie am 11. April 2023 beim 2:0-Sieg gegen Tschechien, wo sie in der 83. Minute gegen Katharina Naschenweng eingewechselt wurde.
Ihr erstes Tor für die A-Nationalmannschaft erzielte sie im zehnten Einsatz im Qualifikationsspiel für die Europameisterschaft 2025 gegen Polen am 9. April 2024. Beim ersten Spiel unter dem neuen Teamchef Alexander Schriebl erzielte sie am 21. Februar 2025 beim Start in die Gruppenphase der UEFA Women’s Nations League gegen Schottland in der 14. Minute den Siegestreffer zum 1:0-Endstand. In der 16. Minute hatte sie eine weitere Chance, scheiterte jedoch an Schottlands Torfrau Lee Gibson.